# Brad Friedel
Bradley Howard Friedel (født 18. maj 1971 i Lakewood, Ohio, USA) er en amerikansk fodboldspiller, som tidligere har spillet for bl.a. Tottenham Hotspur. Han er indehaver af en rekord: Han er den spiller, der har den længste stime af kampe i træk uden afbud; Han har spillet 170 Premier League kampe i træk uden afbud.
Han er nu cheftræner for det amerikanske hold New England Revolution.